# Liste der Listen der Landtagswahlkreise
Die Liste der Liste der Landtagswahlkreise listet Listen der Landtagswahlkreise in Deutschland auf:
- Liste der Landtagswahlkreise in Baden-Württemberg
- Liste der Wahl- und Stimmkreise in Bayern
- Liste der Landtagswahlkreise in Brandenburg
  - Liste der Landtagswahlkreise in Brandenburg 1990
- Bürgerschaftswahlbereiche in Bremen
- Liste der Landtagswahlkreise in Hessen
- Liste der Landtagswahlkreise in Mecklenburg-Vorpommern
  - Liste der Landtagswahlkreise in Mecklenburg-Vorpommern 1990
- Liste der Landtagswahlkreise in Niedersachsen
  - Liste der Landtagswahlkreise in Niedersachsen 1974/1982
  - Liste der Landtagswahlkreise in Niedersachsen 2008/2013
  - Liste der Landtagswahlkreise in Niedersachsen 1982–1998
  - Liste der Landtagswahlkreise in Niedersachsen 2003
  - Liste der Landtagswahlkreise in Niedersachsen 2017
  - Liste der Landtagswahlkreise in Niedersachsen 2022
- Liste der Landtagswahlkreise in Nordrhein-Westfalen 2022
  - Liste der Landtagswahlkreise in Nordrhein-Westfalen 1947–1962
  - Liste der Landtagswahlkreise in Nordrhein-Westfalen 1966–1970
  - Liste der Landtagswahlkreise in Nordrhein-Westfalen 1975–1980
  - Liste der Landtagswahlkreise in Nordrhein-Westfalen 2017
  - Liste der Landtagswahlkreise in Nordrhein-Westfalen 2005–2010
- Liste der Landtagswahlkreise in Rheinland-Pfalz
- Liste der Landtagswahlkreise im Saarland
- Liste der Landtagswahlkreise in Sachsen
- Liste der Landtagswahlkreise in Sachsen-Anhalt
  - Liste der Landtagswahlkreise in Sachsen-Anhalt 1990
- Liste der Landtagswahlkreise in Schleswig-Holstein
- Liste der Landtagswahlkreise in Thüringen
  - Liste der Landtagswahlkreise in Thüringen 1990